# Варда (посёлок)
Варда — поселок в Холмогорском районе Архангельской области.

## География
Находится в центральной части Архангельской области на расстоянии приблизительно 14 км на восток-юго-восток по прямой от административного центра района села Холмогоры на правом берегу реки Северная Двина.

## История
Отмечен был ещё в 1939 году как поселок Быстрокурского сельсовета Холмогорского района. До 2022 года входил в Усть-Пинежское сельское поселение до его упразднения.

## Население
Численность населения: 12 человек (русские 100 %) в 2002 году, 0 в 2010.